# Cataglyphis fortis
Cataglyphis fortis is een mierensoort uit de onderfamilie van de schubmieren (Formicinae). De wetenschappelijke naam van de soort is voor het eerst geldig gepubliceerd in 1902 door Forel.
Deze mier leeft in de zoutvelden van Tunesië en bereikt loopsnelheden van 62 cm/s. 